# Оганесян, Карен Левонович
Каре́н Лево́нович Оганеся́н (арм. Կարեն Լևոնի Հովհաննիսյան; род. 27 июня 1978, Гюмри, Армянская ССР, СССР) — армянский и российский кинорежиссёр, кинопродюсер и монтажёр.

## Биография
Родился в Армении 27 июня 1978 года. Учился в Ереване на курсах телережиссуры. В Москве — в мастерской Юрия Грымова при РГГУ. Принимал участие в создании музыкальных клипов.

## Фильмография

### Режиссёр
- 2007 — Я остаюсь
- 2008 — Домовой
- 2009 — 9 мая. Личное отношение (новелла «В мае 45-го»)
- 2010 — Журов 2
- 2011 — Откройте, это я
- 2011 — Пять невест
- 2012 — Зоннентау
- 2012 — Мамы (новелла «Я не Коля»)
- 2013 — О чём молчат девушки
- 2013 — Марафон
- 2014 — Подарок с характером
- 2014 — Они играли за Родину
- 2015 — Без границ
- 2015 — Королева красоты
- 2015 — Клим
- 2015 — Любовь с акцентом и без: Однажды в Армении
- 2017 — Налёт
- 2017 — Жизнь впереди
- 2017 — Медное солнце
- 2019 — Герой
- 2020 — настоящее время — Игра на выживание (в производстве 3-й сезон)
- 2020 — Пассажиры (1 сезон)
- 2021 — Молоко
- 2022 — Папы (новелла)
- 2022 — Грозный папа
- 2023 — Прямой эфир
- 2023 — Кошка
- 2023 — Крутая перемена
- 2023 — Чёрное облако
- 2023 — У людей так бывает
- 2026 — Дикая дивизия (в производстве)
- 2026 — Илия Муромец (в производстве)
- 2026 — Снежная королева (в производстве)[1]

### Продюсер
- 2012 — Легенды о Круге
- 2013 — О чём молчат девушки
- 2013 — Марафон
- 2014 — Подарок с характером
- 2017 — Налёт
- 2017 — Жизнь впереди
- 2019 — Герой
- 2021 — Молоко
- 2022 — Игра на выживание (2-й сезон)
- 2022 — Грозный Папа[2]
- 2022 — Прямой эфир
- 2023 — Кошка
- 2023 — Крутая перемена[3]

### Монтажёр
- 2005 — Мама не горюй 2
- 2008 — Домовой
- 2008 — На море!
- 2010 — Прячься!
- 2010 — Суперменеджер, или Мотыга судьбы

### Актёр
- 2022 — Мокьюментари — Сурен
- 2022 — Игра на выживание (2-й сезон) — Воробей

## Награды и премии
- Специальный приз «Серебряный абрикос» Ереванского международного кинофестиваля за фильм Я остаюсь.
- Премия «Золотой орёл» за лучший телефильм или мини-сериал (до 10 серий включительно) за телесериал «Клим» (2017).